# Bonai
Bonai war ein Fürstenstaat Britisch-Indiens im heutigen Bundesstaat Odisha. Seine Hauptstadt war der Ort Bonaigarh.
Die Rajas – Rathore-Rajputen – waren verwandt mit denen von Seraikela, Kharsawan und Rairakhol. Bis zur Zeit der Marathenkriege stand Bonai unter der Hoheit von Sambalpur, 1803 wurde es an die Briten abgetreten, 1818 an die Marathen zurückgegeben und kam 1826 endgültig unter britische Oberhoheit. 1827–1947 war Bonai ein eigenständiges britisches Protektorat. Es unterstand bis 1905 der Provinz Bengalen, dann Orissa und hatte 1892 eine Fläche von 8907 km² und 24.000 Einwohner.
Der letzte Raja schloss sich im August 1947 der Eastern States Union an. Am 1. Januar 1948 wurde diese Union aufgelöst und Bonai wurde Orissa (Odisha) und damit Indien eingegliedert. Am 1. November 1956 wurden alle Fürstenstaaten aufgelöst.